# Контратака
Контрата́ка (фр. contre-attaque, від фр. centre — проти і фр. attaque — напад) — атака, що проводиться військами, що обороняються, проти військ противника, що уклинилися в їх бойові порядки, з метою його розгрому і відновлення втраченого тактичного положення. Це один з елементів прояву активності військ в обороні; зазвичай проводиться силами других ешелонів і резервів військ, що обороняються, із залученням частини сил військ першого ешелону з ділянок, які не перебувають під атакою супротивника.
Контратака готується відповідно до наміченого задуму бою і проводиться з врахуванням обстановки, що склалася в ході бою. Дії контратакуючих військ можуть підтримуватися ударами танків, авіації, вогнем артилерії, мінометів та інших вогневих засобів. Успіх контратаки досягається швидкими, раптовими і рішучими діями контратакуючих військ в мить, коли противник не встиг ще закріпитися і підтягнути резерви для нарощування удару.